# Christian Manfredini
Christian José Manfredini Sisostri (Port-Bouët, Abiyán, Costa de Marfil, 1 de mayo de 1975) es un exfutbolista y entrenador marfileño con pasaporte italiano. Se desempeñaba como centrocampista. Actualmente es el entrenador del equipo juvenil del Spezzano Albanese.

## Biografía
Nacido en Costa de Marfil, a los 5 años fue adoptado por una familia italiana residente en Battipaglia (Provincia de Salerno).

## Selección nacional
Ha sido internacional con la selección de fútbol de Costa de Marfil en 2 ocasiones y ha marcado 1 gol. 

## Clubes

### Como futbolista
| Club                         | País   | Año        |
| ---------------------------- | ------ | ---------- |
| Juventus F. C.               | Italia | 1993-1994  |
| A. C. Pistoiese (cedido)     | Italia | 1994-1995  |
| Viterbese Calcio (cedido)    | Italia | 1995-1996  |
| Avezzano Calcio (cedido)     | Italia | 1996-1997  |
| U. S. Fermana (cedido)       | Italia | 1997-1998  |
| Cosenza Calcio (cedido)      | Italia | 1998-1999  |
| Genoa C. F. C.               | Italia | 1999-2000  |
| A. C. ChievoVerona           | Italia | 2000-2002  |
| S. S. Lazio                  | Italia | 2002-2003  |
| C. A. Osasuna (cedido)       | España | 2003       |
| A. C. F. Fiorentina (cedido) | Italia | 2003-2004  |
| Perugia Calcio (cedido)      | Italia | 2004       |
| S. S. Lazio                  | Italia | 2004 -2011 |
| A. C. Sambonifacese          | Italia | 2011-2012  |
| U. S. Agropoli               | Italia | 2012-2013  |
| A. S. D. Picciola 1970       | Italia | 2013-2014  |

### Como entrenador
| Club                        | País   | Año  |
| --------------------------- | ------ | ---- |
| A. S. D. Valdiano           | Italia | 2016 |
| Spezzano Albanese (juvenil) | Italia | 2017 |

## Palmarés

### Campeonatos nacionales
| Título              | Club        | País   | Año       |
| ------------------- | ----------- | ------ | --------- |
| Copa de Italia      | S. S. Lazio | Italia | 2008-2009 |
| Supercopa de Italia | S. S. Lazio | Italia | 2009      |